# Bad Bibra
Bad Bibra ist eine Kleinstadt im Burgenlandkreis im Süden Sachsen-Anhalts und ein staatlich anerkannter Erholungsort. Die Stadt ist Sitz der Verbandsgemeinde An der Finne, der neben den Städten Eckartsberga und Bad Bibra weitere fünf Gemeinden angehören.

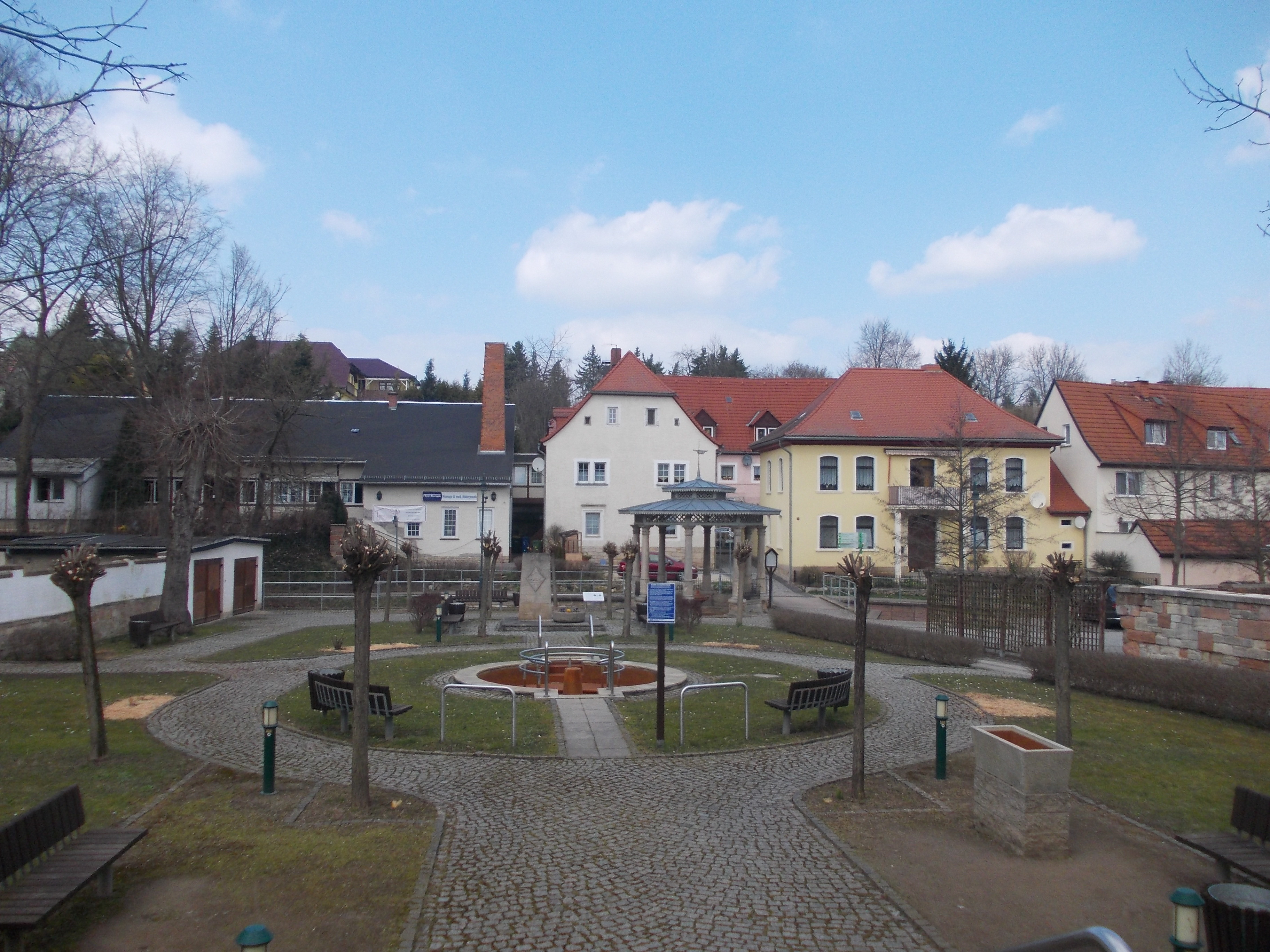
Badeplatz

## Geographie

### Geographische Lage
Die Stadt liegt unweit der Landesgrenze zu Thüringen im Tal des Biberbachs, der fünf Kilometer weiter nordöstlich bei Burgscheidungen in die Unstrut fließt.

### Nachbargemeinden
Nachbargemeinden sind Nebra im Norden, Finneland und Kaiserpfalz im Westen, An der Poststraße und Balgstädt im Süden und Laucha und Karsdorf im Osten.

### Gliederung
Die Stadt Bad Bibra besteht aus dem Verwaltungssitz Bad Bibra und weiteren Ortschaften, die sich wiederum in Ortsteile unterteilen.
| Ortschaft  | Einwohner | Ortsteile                                  |  |
| ---------- | --------- | ------------------------------------------ |  |
| Altenroda  | 554       | Altenroda, Birkigt und Wippach             |  |
| Bad Bibra  | 1540      | Bad Bibra, Kalbitz, Steinbach und Wallroda |  |
| Golzen     | 693       | Golzen und Krawinkel                       |  |
| Thalwinkel | 182       | Bergwinkel und Thalwinkel                  |  |

## Geschichte
Zu Beginn des 9. Jahrhunderts wurde Bibra in einem Verzeichnis der Güter des vom Mainzer Erzbischof Lullus († 786) erbauten Klosters Hersfeld als Bibraho erstmals urkundlich erwähnt. Der Lage am Biberbach verdankt Bibra seinen Namen.
Im 10. Jahrhundert (nach 919) stand hier eine Burg des königlichen altsächsischen Geschlechtes der Liudolfinger. 963 stiftet Graf Billing auf dem kaiserlichen Fiskalgut Bibra ein Benediktinerkloster. Um das Jahr 1107, vielleicht auch schon früher, trat an die Stelle des Benediktinerklosters in Bibra ein Augustiner-Chorherrenstift.
1124 bekam Bibra die Marktrechte, 1550 wurde der Ort nicht als Stadt, sondern als Fleck bezeichnet. Durch die Reformation wurde das Kloster aufgelöst. Ab 1485 Bestandteil des albertinischen Herzogtums, seit 1547 des Kurfürstentums Sachsen, wo Bibra zum Amt Eckartsberga des Thüringer Kreises gehörte, fiel das Amt 1656/57 mit Bibra an das Herzogtum Sachsen-Weißenfels. In der Verantwortung der Herzöge wurde der Gesundbrunnen gefasst. Bibra entwickelte sich zum Modebad des Herzogtums. Bibra war die Wirkstätte des großen barocken Kantatendichters Erdmann Neumeister. 1831 wurde Bibra zur Stadt. 1848 gehörte die Stadt während der Revolution (Deutsche Revolution 1848/49) zu den wichtigsten Aufstandsgebieten im preußischen Thüringen (Provinz Sachsen). Im 19. Jahrhundert blühte der Badetourismus erneut auf, seit 1925 darf sich das vormalige Bibra Bad Bibra nennen.
Am 1. Juli 1950 wurden die bis dahin eigenständigen Gemeinden Kallbitz, Steinbach und Wallroda eingegliedert.
Am 1. Juli 2009 fusionierten die Gemeinden Altenroda, Golzen, Thalwinkel und die Stadt Bad Bibra.
Der staatlich anerkannte Erholungsort Bad Bibra hat das Ziel, Kneippkurort zu werden.

## Religion
In Bibra wurden die Bevölkerung und die Kirche durch die nach dem Tod von Herzog Georg des Bärtigen durchgeführte Reformation evangelisch-lutherisch. Damals gehörte Bibra zum Archidiakonat Beata Maria Virgo zu Erfurt im Bistum Mainz.

### Evangelisch-lutherische Kirche

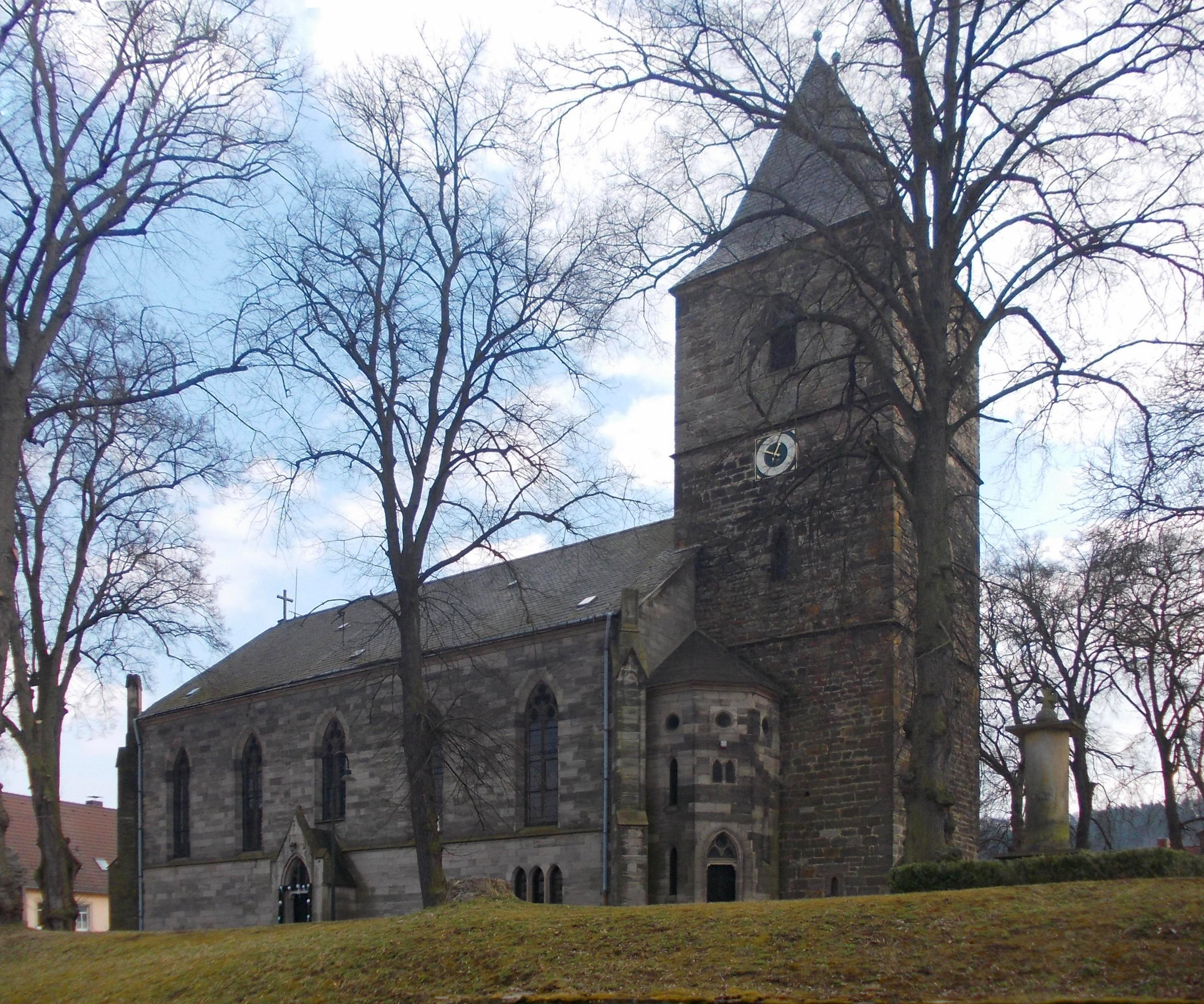
St.-Maria-Magdalena-Kirche

Von 1869 bis 1871 wurde an Stelle der ehemaligen baufälligen Stiftskirche die heutige evangelische Kirche St. Maria Magdalena erbaut. Die Stadtkirche verfügt über eine Orgel aus der Werkstatt Wilhelm Heerwagen mit 24 Registern auf zwei Manualen und Pedal aus dem Jahre 1871. Das Instrument ist das größte der von 1855 bis 1892 in Klosterhäseler ansässigen Firma in der Region. Der Orgelprospekt bildet eine architektonische Einheit mit dem neogotischen Kirchenschiff.
Die St.-Maria-Magdalena-Kirche sowie die Kirche in Altenroda, die Kirche Unser guter Hirte in Golzen, die Kirche in Kalbitz, die St.-Georg-Kirche in Krawinkel, die St.-Margareten-Kirche in Steinbach, die St.-Jakobus-Kirche in Thalwinkel, die Kirche in Wallroda und die St.-Sebastian-Kirche in Wippach gehören zum Kirchenkreis Naumburg-Zeitz der Evangelischen Kirche in Mitteldeutschland.

### Römisch-katholische Kuratie
Nach dem Zweiten Weltkrieg zogen durch die Flucht und Vertreibung Deutscher aus Mittel- und Osteuropa wieder Katholiken in den Raum Bad Bibra, sie gehörten zunächst zur Pfarrvikarie Bad Kösen-Eckartsberga. Am 13. September 1947 bekam Bad Bibra einen eigenen katholischen Geistlichen, womit in Bad Bibra eine katholische Gemeinde begründet wurde, die zur Kuratie der Pfarrei Naumburg wurde. Seit 1964 verfügte die Kuratie Bad Bibra über keinen eigenen Geistlichen mehr, die Kuratie Bad Bibra bestand jedoch noch bis mindestens in die 1970er Jahre und hatte ihren Sitz im Haus Schenkberg 5. Heute gehören Katholiken in Bad Bibra zur Pfarrei St. Peter und Paul mit Sitz in Naumburg, die nächstgelegenen katholischen Gotteshäuser befinden sich in Eckartsberga und Nebra (Unstrut).

## Politik

### Stadtrat
Die Gemeinderatswahl am 9. Juni 2024 führten bei einer Wahlbeteiligung von 59,7 % (2019: 54,2 %) zu folgendem Ergebnis für die Verteilung der 14 Sitze des Gemeinderats (mit Vergleichszahlen der Wahl 2019):
| Partei / Liste | Stimmenanteil | Sitze |                 | Ergebnis 2019 |
| CDU            | 38,6 %        | 5     | 59,6 %, 8 Sitze |               |
| SPD            | 05,5 %        | 1     | 21,3 %, 3 Sitze |               |
| Wählergruppen  | 49,4 %        | 7     | –               |               |
| Einzelbewerber | 06,6 %        | 1     | 19,0 %, 1 Sitz  |               |

### Bürgermeister
Im März 2016 wurde Frederik Sandner (CDU) mit 51,15 % der Stimmen zum neuen ehrenamtlichen Bürgermeister gewählt. Amtsvorgänger Hartmut Spengler war zur Wahl nicht mehr angetreten. Am 5. März 2023 wurde er bei einer Wahlbeteiligung von 17,2 Prozent mit 100 Prozent der gültigen Stimmen gewählt. Allerdings waren von 387 Stimmzetteln 50 (13 %) ungültig.

### Wappen
Das Wappen wurde am 2. November 2009 durch den Landkreis genehmigt.
Blasonierung: „Geteilt von Silber über Grün; oben eine wachsende grüne Tanne, unten ein goldbewehrter silberner Biber über blauem Boden.“
Die Farben der Stadt sind Weiß – Grün.

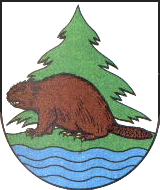
Historisches Wappen
Blasonierung: „In Silber vor einem grünen Nadelbaum auf grüner Wiese und über blauem Wasser ein natürlicher Biber.“
Das redende Stadtwappen erinnert an einen Volksstamm, der in Hessen an der Biber, einem linken Zufluss der Kinzig, ansässig war und hier siedelte. Der Ortsname bedeutet Biberbach.

### Flagge
Die Flagge ist Weiß – Grün (1:1) gestreift.

## Wirtschaft und Infrastruktur
Einst – beginnend am 10. Dezember 1909 mit dem Abteufen des Schachtes „Orlas“ rund zwei Kilometer westlich der Ortslage Wippach auf dem Gelände einer ehemaligen Ziegelei – waren die Schachtanlagen der Kaliwerke „Gewerkschaft Orlas“ und „Gewerkschaft Nebra“ die wichtigsten Arbeitgeber. Abgebaut wurden hier Hartsalz, Carnallitit sowie in geringem Umfang auch Kainit und Sylvin.
Der Schacht Nebra befindet sich rund einen Kilometer nördlich des Orlas-Schachtes in einem Waldgebiet. Die Grubenbaue der „Gewerkschaften Orlas und Nebra“ erstrecken sich über eine Länge von rund 2,5 Kilometern in streichender Richtung und einer Breite von rund 700 Metern. Beide Schachtanlagen waren über die 467-Meter-Sohle miteinander verbunden. Das Fördergut wurde über Tage gemahlen und mittels einer Drahtseilbahn zur Verladeanlage in Wangen (Nebra) gebracht. Von dort gingen die Salze über Schiene und Achse zur Weiterverarbeitung in die Fabrikanlage der Schachtanlage Roßleben. Sämtliche Übertageanlagen wurden 1934 abgebrochen. Auf dem Gelände beim Nebra-Schacht liegt nur noch ein kleiner Rest der Abteufhalde.
Die Burgenlandkäserei Bad Bibra war bis zu ihrer Schließung durch den Eigentümer Deutsches Milchkontor (DMK) im März 2018 der größte Arbeitgeber im Ort (106 Mitarbeiter).

### Verkehr
Von Westen her erreicht man Bad Bibra über die Bundesautobahn 4, Ausfahrt Mellingen, und die B 87 sowie über die B 250, von Nordosten über die Bundesautobahn 9 und die B 176.
Die Finnebahn Laucha–Kölleda, an der Bad Bibra einen Bahnhof besaß, ist nicht mehr in Betrieb. Die Neubaustrecke Erfurt–Leipzig/Halle führt im 6466 Meter langen Bibratunnel nördlich am Ort vorbei.

### Tourismus

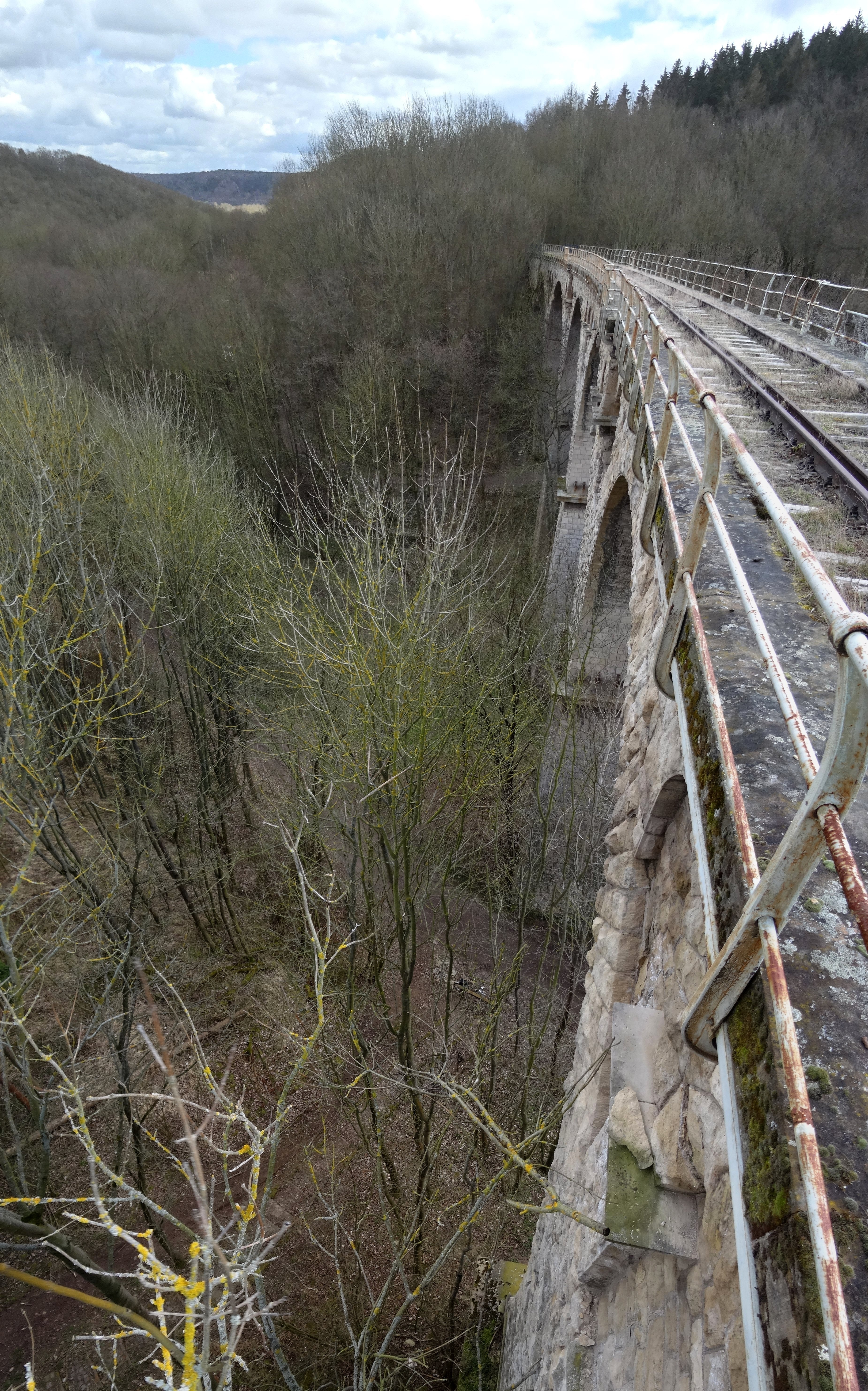
Schnecktal-Brücke

Bad Bibra liegt in der Fremdenverkehrsregion Saale-Unstrut sowie im Naturpark Saale-Unstrut-Triasland. Der Ort bietet Kremserfahrten, Orchideenwanderungen im Forst Bibra und zwei Viadukte im Wald, die zu der 1993 stillgelegten Eisenbahnverbindung Laucha–Lossa gehörten. Die Gesundheitslehre nach Sebastian Kneipp wird durch Führungen und ein Kneipp-Informationszentrum vermittelt. Kneippsche Wasseranlagen sind vorhanden. Derzeit wird nach Heilwasser gebohrt und der Bau eines neuen Kurparks vorbereitet.

## Persönlichkeiten
- Die Herzöge von Sachsen-Weißenfels schätzten die Heilquelle und waren prominente Stammgäste Bibras: Herzog August (1614–1680) ließ seinen Leibarzt Siebold die Heilwirkung der Quelle wissenschaftlich untersuchen, sein Sohn Herzog Johann Adolf I. (1649–1697) ließ die Quelle einfassen, Herzog Johann Georg (1677–1712) kam regelmäßig, und nachdem 1727 Herzog Christian (1682–1736) durch wiederholte Verwendung des Gesundbrunnenwassers von einem Augenleiden geheilt wurde, ließ er den Brunnen reinigen und neu einfassen und blieb bis zu seinem Tod 1736 ein treuer Kurgast.
- Erdmann Neumeister (1671–1756), Kirchenliederdichter, Poetiker und Theologe; ab 1696 Pfarrer in Bibra und um 1700/1702 Verfasser des Gedichtes „Nachdenckliche Betrachtungen des curieusen Brunnengastes zu Biebra“.
- Christoph Förster (1693–1745), Komponist und Violinist
- Carl Oswald Stockmann (* 1809) 1836–1848 (Bade-)Arzt in Bibra, 1848 während der Revolution Demokrat und Anführer der bewaffneten Aufständischen (mobile Kolonnen) im Kreis Eckartsberga mit Bibra als Zentrum; nach Verurteilung 1855 begnadigt und Auswanderung nach Amerika
- Ernst Pfeifer (1862–1948) war ein deutscher Bildhauer und Kunsthistoriker.
- Friedrich (Karl) Zippel (1887–1960) war ein evangelischer Pfarrer, Mitglied der Bekennenden Kirche (BK), NS-Opfer und Häftling im KZ Dachau.
- Hildegard Rothe-Ille geb. Ille (1899–1942), Mathematikerin
- Friedrich August Ludwig Nietzsche (1756–1826) war ein deutscher Theologe. Er war der Großvater des Philosophen Friedrich Nietzsche.
- Der erfolgreiche Box-Weltmeister Franz Diener kam dort zur Welt, betrieb eine Wurstfabrik und war Gastwirt, bevor er von 1954 bis 1969 Geschäftsführer und Namensgeber einer bis heute (2019) bestehenden Künstlerkneipe[16] in Berlin-Charlottenburg war. Eine Dauerausstellung im Alten Rathaus erinnert an ihn.[17]
- Werner Hartmann (1923–2022), Heimatforscher in Halberstadt